# Бастугатан
Бастугатан (Саунная улица; швед. Bastugatan) — улица в районе Сёдермальм Стокгольма (Швеция). Проходит с востока на запад по кварталу Мариябергет от набережной Сёдер-Меларстранд на востоке до улицы Торкель-Кнутссонсгатан на западе, заканчиваясь на этой улице. Длина улицы составляет около 600 м. На востоке на неё выходит улица Прюссгранд. Названа по располагавшимся здесь баням и саунам.

## История
В настоящее время в Стокгольме только одна улица Бастугатан, но раньше бани и сауны существовали как в Гамла-Стане («старом городе») в центре Стокгольма, так и в Норрмальме и Сёдермальме. Здесь, на склоне холма, у нынешней улицы Бастугатан, бани располагались ещё в XVII веке. Своё нынешнее название улица получила после переименования в 1885 году. В середине XVII века восточная часть улицы называлась Бергхэлльсгатан. В 1727 году упоминается как Бадстугэлльсгатан.
Лилла Бастугатан (сегодня улица Прюссгранд) заканчивалась на улице Бельмансгатан, которая ранее называлась Мария Бруннсгранд, а с 1857 года — Бьёрнгордсбруннсгатан. На картах до 1885 года улица к западу от Беллмансгатан, до Каттгранда, называлась Öfra Badstugugatan, но в поземельной книге Хольма от 1679 года значилось «Ofwere Badstwge gathan».

## Примечательные здания

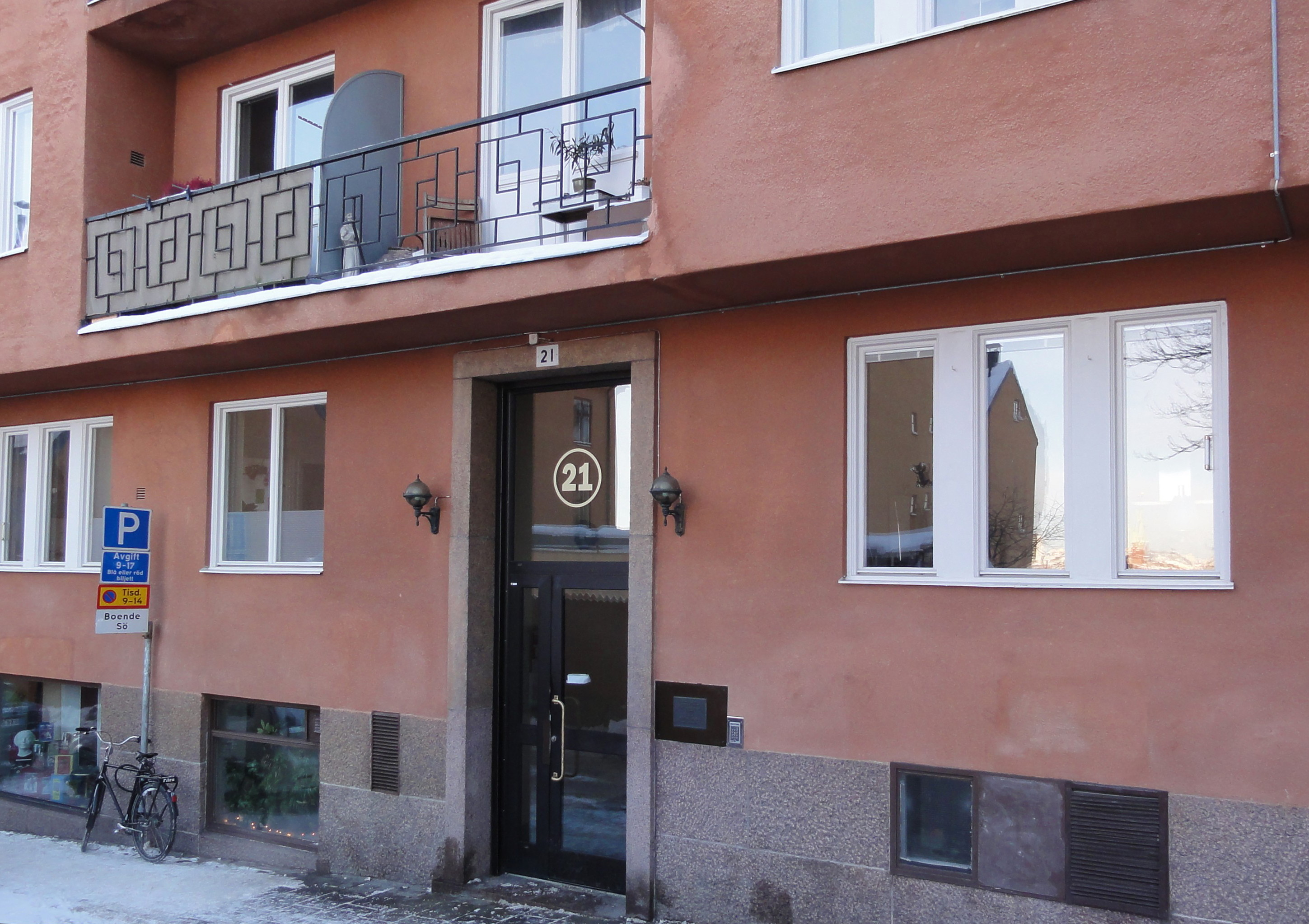
Дом 21. Музей Ивара Лу.

Железный мост через Бастугатан ведёт к Марияхиссену, построенному в 1880-х годах. С 1877 по 1944 год прачечная и баня Сёдермальма располагались по адресу Бастугатан, 4, в здании, которое сейчас снесено. На углу Бастугатан и Бельмансгатан находится краснокирпичное здание Лауринска хусет с круглой угловой башней. Дом был построен в 1891—1892 годах и назван в честь историка искусства Карла Густава Лаурина. Его дом находился в башне с великолепным видом на город.
Рядом с Бастугатан, 11, находится дом Каттан Мендер, 5, спроектированный Густавом Линдгреном и Каспером Салином в выдержанном историческом стиле. Художник Готфрид Кальстениус размещал свою студию в башне. На улице Бастугатан, 20 находится вилла Седерборгска, а на улице 21 — музей шведского писателя Ивара Лу-Юхансона. Композитор Туре Рангстрём жил с 1908 года до своей смерти в 1947 году по адресу Бастугатан, 30Б, в имении Рангстрёмска, названном в его честь. Писатель и поэт-песенник Улле Адольфсон жил по адресу Бастугатан, 32 в начале 1960-х годов.
На углу Тиммермансгатан находится дом Меларборген, представляющий культурную ценность, построенный в 1889 году по чертежам Густава Херманссона. Благодаря своему расположению на крутом склоне Мариябергет он живописно вписан в силуэт горы. Художник Эжен Янссон, известный как «Синий художник», жил именно там и написал многие из своих картин над Риддарфьярденом.
К западу от дома 48, расположен дом Скиннарвикен 1 — старинное жилое здание, построенное в два этапа: в 1853 и 1883 годах. Первый этап финансировался за счёт займа от Строительного фонда для бедных. В 1885 году в 28 однокомнатных квартирах дома проживали 54 взрослых и 80 детей, из которых одиннадцать были взрослыми с двумя детьми.
Здания в Мариябергет-эстра образуют так называемую заповедную зону. Сюда входит ряд объектов, представляющих культурную и историческую ценность, таких как Гамла-Стан и Юргордсштаден.

## Галерея

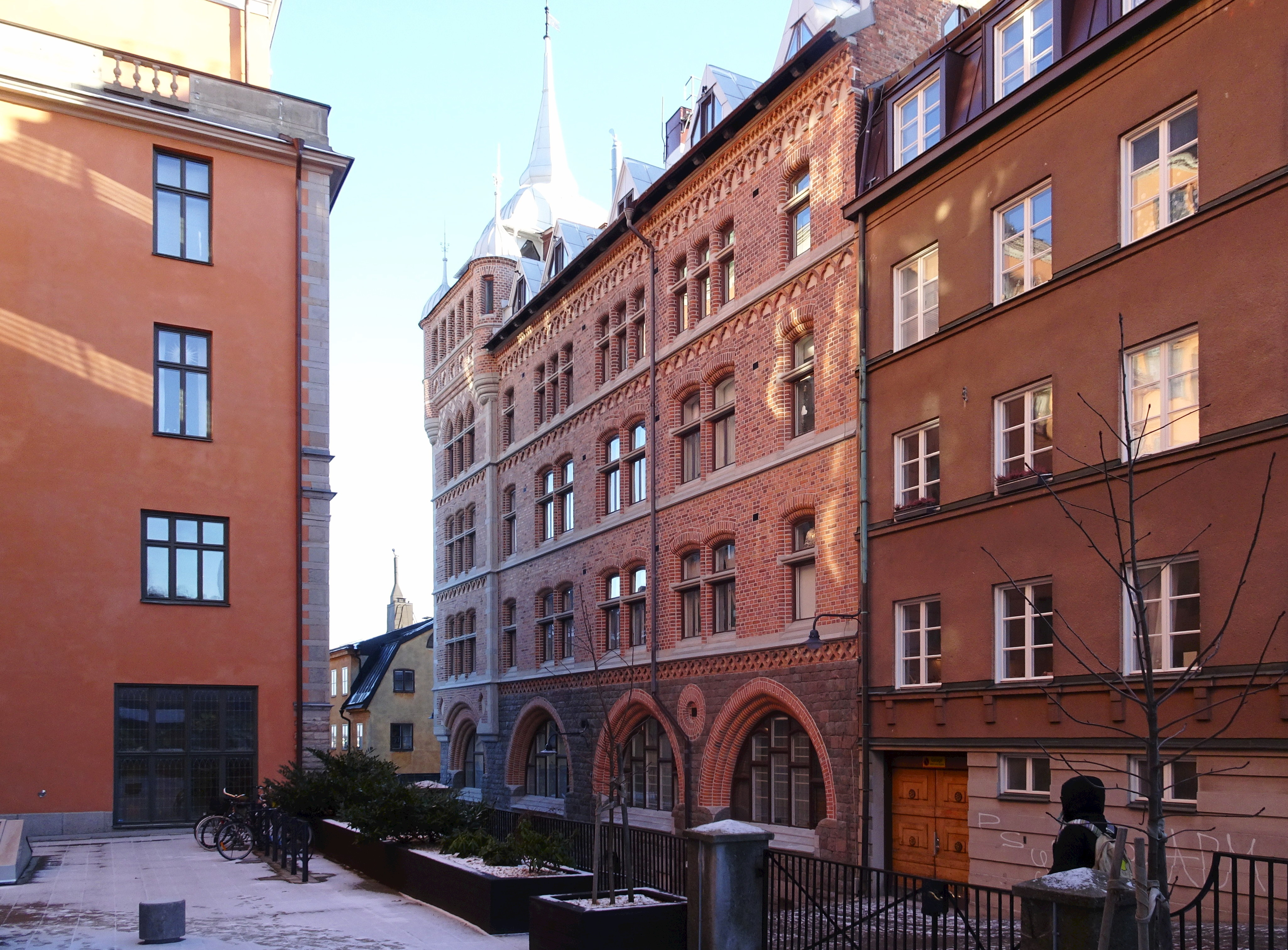
Бастугатан, 8. Жилой дом (1887–1890).
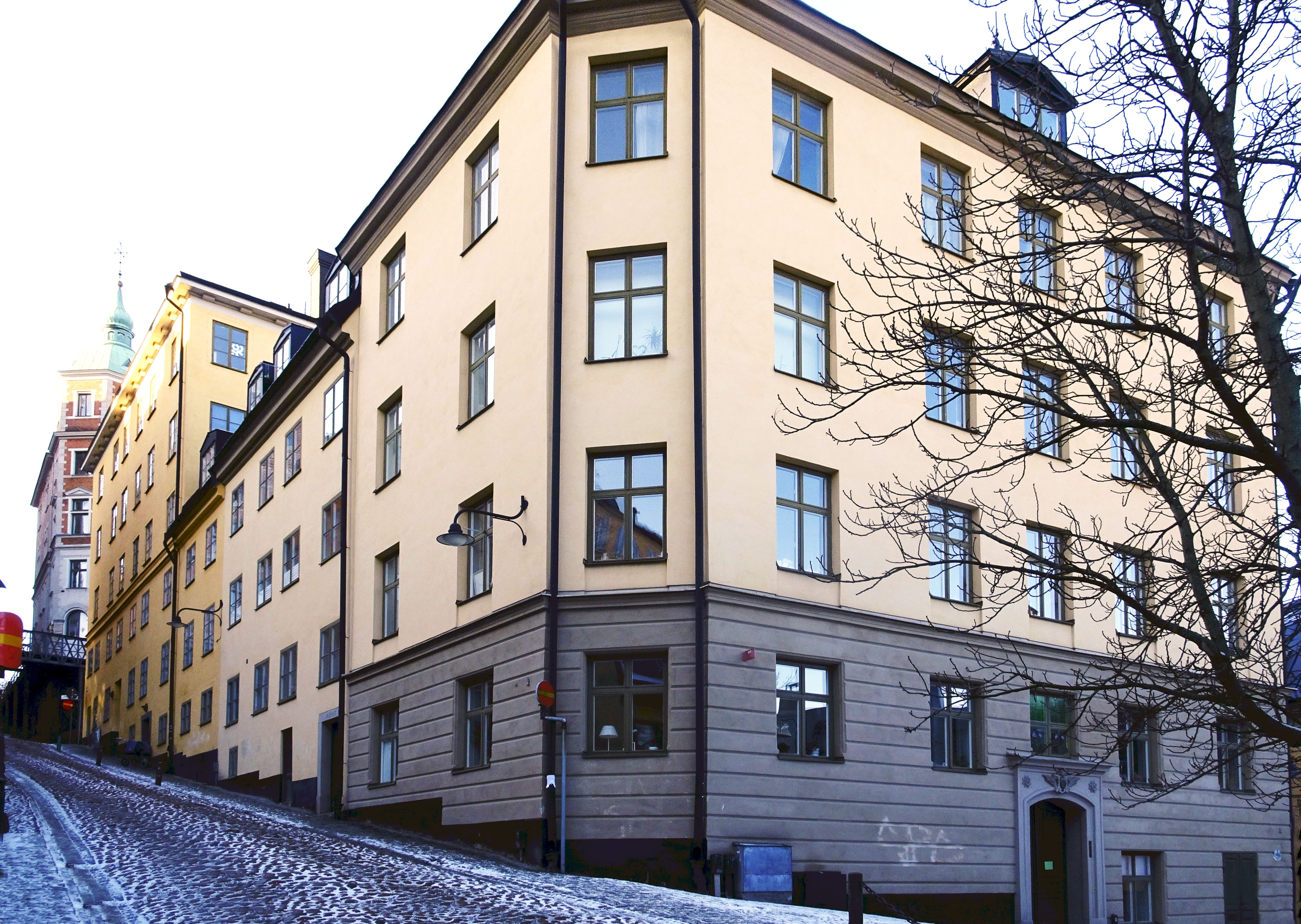
Бастугатан, 12. Жилой комплекс
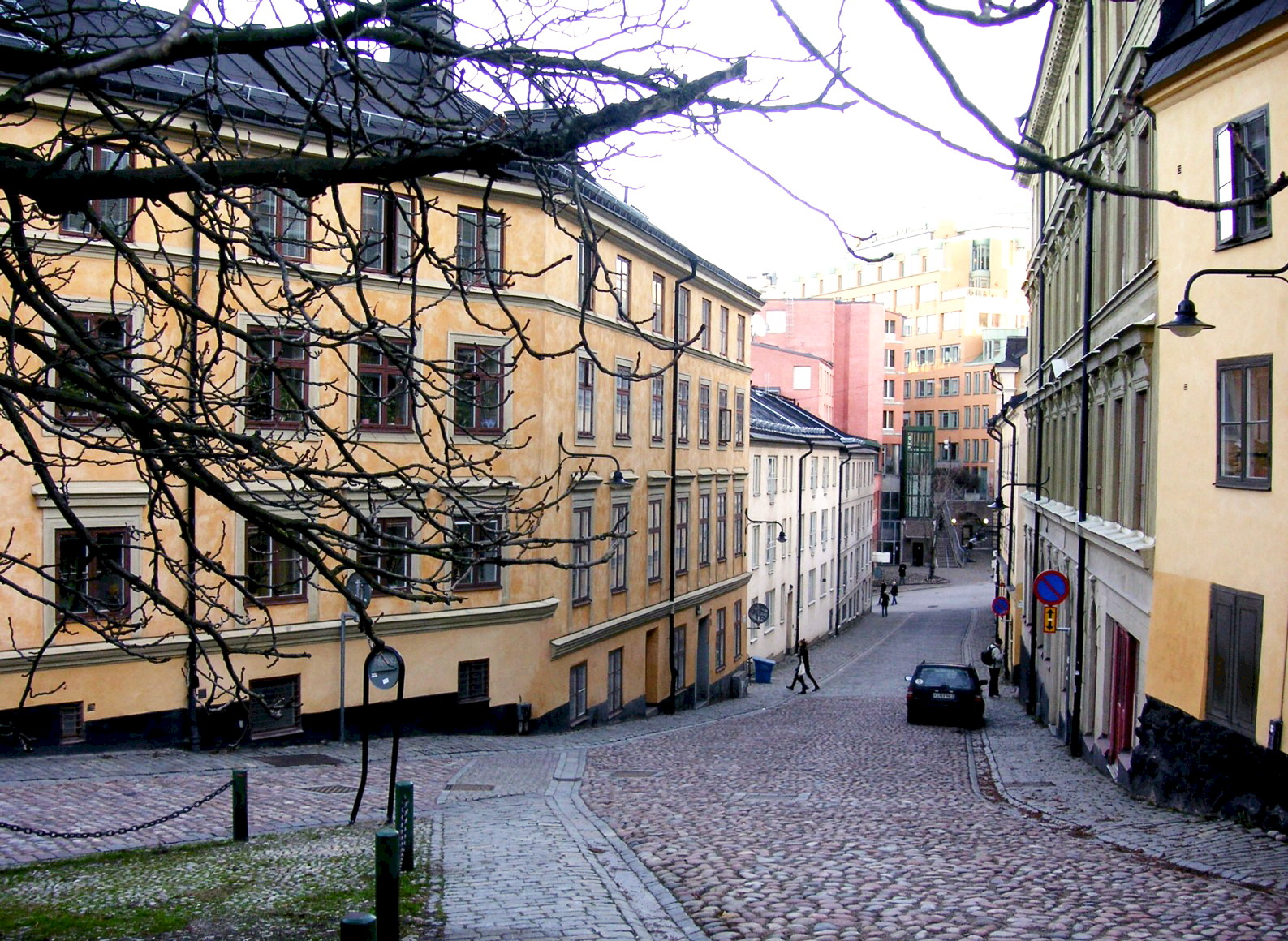
Пересечение с улицей Прюссгранд
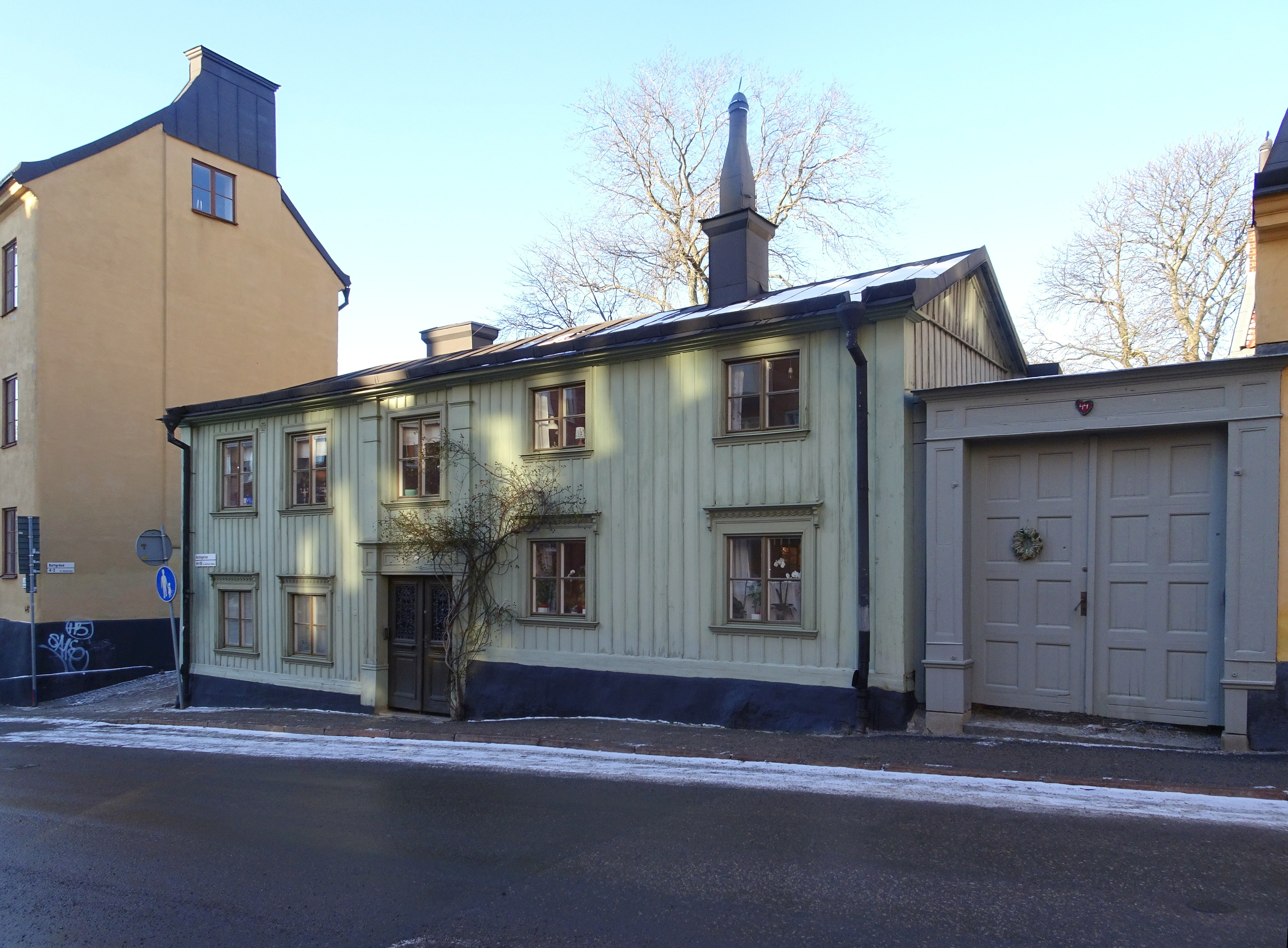
Бастугатан, 44–46. Жилой комплекс исторического значения.
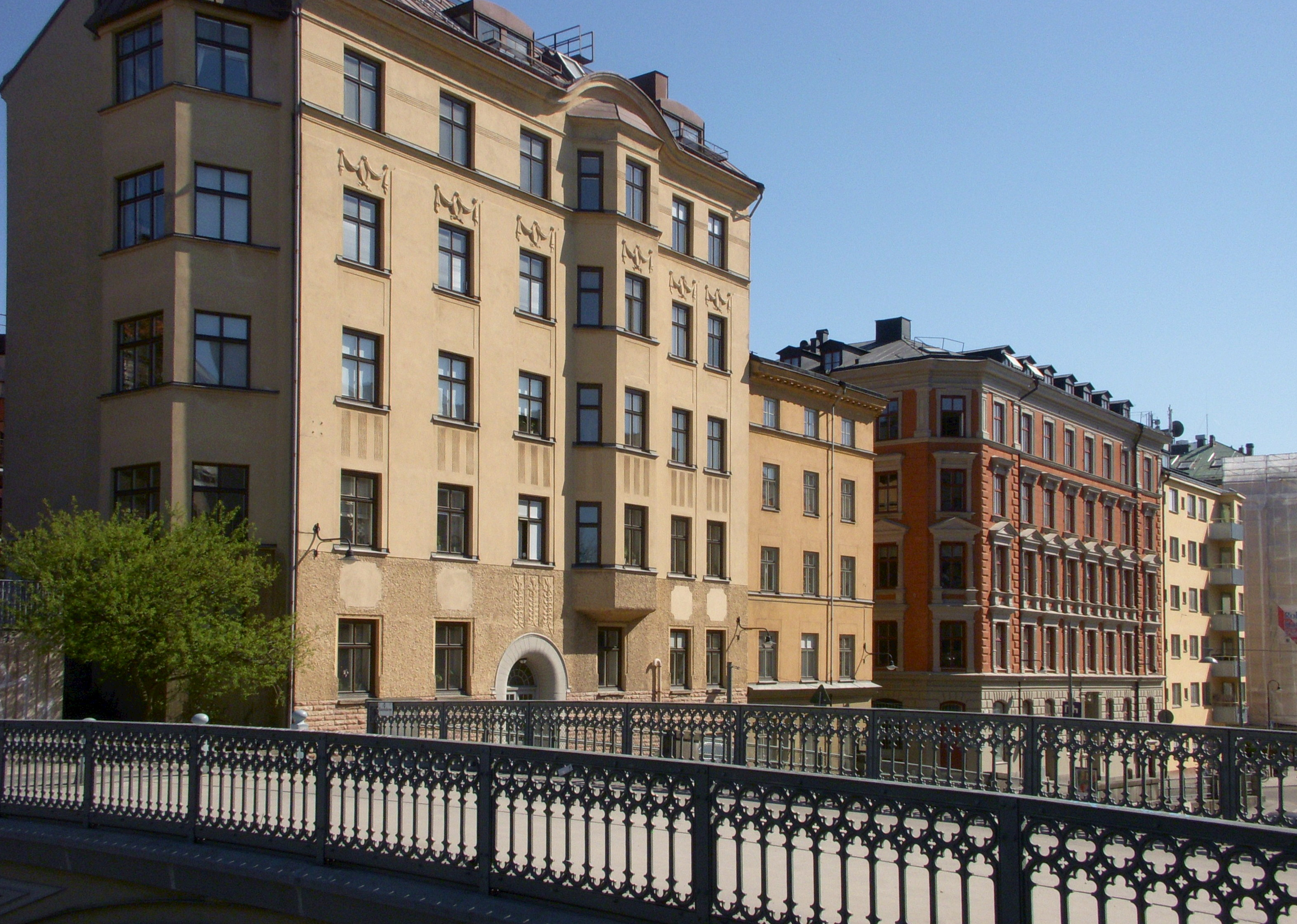
Бастугатан, 55. Дом у моста Лунда.